# Brimin Kipruto
Brimin Kiprop Kipruto (31 de julio de 1985 en Korkitony, Kenia) es un atleta keniano especialista en carreras con obstáculos, que se proclamó campeón olímpico de los 3000 metros obstáculos en los Juegos de Pekín 2008 y campeón del mundo en Osaka 2007. También fue subcampeón olímpico en Atenas 2004. Actualmente tiene la segunda mejor marca de todos los tiempos en los 3000 metros obstáculos con 7: 53. 64.

## Resultados
| Año  | Competición                | Lugar     | Puesto              | Marca   |
| ---- | -------------------------- | --------- | ------------------- | ------- |
| 2001 | Campeonato Mundial Juvenil | Debrecen  | 2º en 2.000 m obst. | 5:36.81 |
| 2004 | Campeonato Mundial Junior  | Grosseto  | 3º en 1.500 m.      | 3:35.96 |
| 2004 | Juegos Olímpicos           | Atenas    | 2º en 3.000 m obst. | 8:06.11 |
| 2004 | Final Mundial de la IAAF   | Mónaco    | 6º en 3.000 m obst. | 8:16.45 |
| 2005 | Campeonato Mundial         | Helsinki  | 3º en 3.000 m obst. | 8:15.30 |
| 2005 | Final Mundial de la IAAF   | Mónaco    | 3º en 3.000 m obst. | 8:09.20 |
| 2006 | Final Mundial de la IAAF   | Stuttgart | 6º en 3.000 m obst. | 8:20.05 |
| 2007 | Campeonato Mundial         | Osaka     | 1º en 3.000 m obst. | 8:13.82 |
| 2007 | Final Mundial de la IAAF   | Stuttgart | 3º en 3.000 m obst. | 8:11.05 |
| 2008 | Juegos Olímpicos           | Pekín     | 1º en 3.000 m obst. | 8:10.34 |

## Marcas personales
- 1.500 metros - 3:35.23 (Estocolmo, 25/07/2006)
- 3.000 metros - 7:47.33 (Doha, 12/05/2006)
- 2.000 metros obstáculos - 5:36.81 (Debrecen, 15/07/2001)
- 3.000 metros obstáculos - 7:53.64 (Mónaco, 22/07/2011)